# 佐義達雄
佐義 達雄（さぎ たつお、1942年 - ）は、日本のソングライター。香川県香川郡直島村(現：直島町)出身。

## 経歴
中学卒業後、直島町役場に就職。合間に父親の漁を手伝う生活であった。その後、三菱金属鉱業に入社。社内で自作の歌を歌っていたところ、周囲の勧めでNHKの素人参加番組『あなたのメロディー』に佐義が作詞・作曲した「漁師一代」で応募し、評判となる。これを機に、同じく社内の歌好き同士で仲が良かった村木賢吉の歌唱で「漁師一代」（B面は「土方渡世」）を自主制作、各地の有線放送に送ったところ、このレコードが評判となり、1972年、東芝レコードで、再録音の末、再発売されることとなった（A面を「土方渡世」に変更、村木も「槇島人」の芸名が付いた）。この後、佐義は直島町に帰り、島に自分のスタジオ「直島ミュージックスタジオ」を開業。佐義の作詞・作曲、島民の歌唱による自主制作盤を多数制作した。
1976年、1972年に制作した村木歌唱の自主制作盤「おやじの海」が評判を呼び、再びメジャー会社からのオファーを受け、1977年にフィリップス・レコードから再発売。有線放送で火がついて、じわじわと人気を獲得し、1979年に日本作詩大賞大衆賞、第21回日本レコード大賞では企画賞を受賞した。更に売上が伸びて、1980年には年間チャート17位の大ヒットとなった。
「おやじの海」の大ヒット後も、直島に暮らし、設備業、製塩業に携わりつつ、自身のスタジオで自主制作盤を製作し続けている。